# Theodore Kwasman
Theodore Kwasman ist ein US-amerikanischer Assyriologe und Professor für Judaistik, der einen Lehrstuhl an der Universität zu Köln hatte. Er entdeckte die ersten Zeilen des Gilgamesch-Epos.

## Leben
Kwasman begann sein Hochschulstudium an der University of California, Los Angeles, an der er nordwestsemitische Sprachen bei Stanislav Segert und äthiopische Sprachen bei Wolf Leslau belegte. Er setzte seine Universitätsausbildung an der Universität Heidelberg fort und promovierte dort mit einer assyriologischen Dissertation. bei Karlheinz Deller.
Zunächst lehrte und forschte Kwasman an der Hochschule für Jüdische Studien Heidelberg und wurde anschließend Professor für Jüdische Studien an der Universität Duisburg-Essen, ehe er dauerhaft an das Martin-Buber-Institut für Judaistik an der Universität zu Köln wechselte. Seit Sommer 2015 ist er im Ruhestand.
Im Jahr 1998 entdeckte Kwasman unter den Keilschrifttafeln der Kouyunjik-Sammlung aus Ninive im British Museum die verschollen geglaubten ersten Zeilen des Gilgamesch-Epos, des ältesten erhaltenen literarischen Werks der Menschheit.

## Schriften (Auswahl)

### Bücher
- Untersuchung zu Einbandfragmenten und ihre Beziehung zum Palästinischen Talmud. Heidelberg 1986.
- Neo-Assyrian Legal Documents in the Kouyunjik Collection of the British Museum, erschienen in der Reihe Studia Pohl: Series Maior 14. Rom 1988, ISBN 88-7653-587-X.[5]
- mit Simo Parpola (Herausgeber): Legal Transactions of the royal court of Niniveh Part I: Tiglath-Pileser III through Esarhaddon, erschienen in der Reihe State Archives of Assyria VI. Helsinki 1991, ISBN 951-570-001-9.

### Aufsätze
- mit Christa Müller-Kessler: A Unique Talmudic Aramaic Incantation Bowl, in: Journal of the American Oriental Society 120 (2000), S. 159–165.
- Two Aramaic Legal Documents, in: Bulletin of the School of Oriental and African Studies 63 (2000), S. 274–283.
- Der Dämon des Daches. Über Epilepsie in jüdischen Quellen, in: A. Karenberg und Ch. Leitz (Herausgeber): Heilkunde und Hochkultur. Geburt, Seuche und Traumdeutung in den antiken Zivilisationen des Mittelmeerraumes. Münster 2000, S. 35–43.
- Look it up in...? Aramaic Lexicography. Some General Observations, in: Aramaic Studies 1 (2003), S. 191–209.
- mit Markham Judah Geller: Two More Triangular Aramaic Tablets, in: R. Deutsch (Herausgeber): Shlomo. Studies in Epigraphy, Iconography, Historyand Archaeology in Honor of Shlomo Moussaieff. Tel Aviv 2003, S. 99–104.
- mit Ada Rapoport-Albert: Late Aramaic. The Literary and Linguistic Context of the Zohar, in: Aramaic Studies 4 (2006), S. 5–19.
- A New Assyrian Royal Funerary Text, in: Mikko Luukko, Saana Svärd und Raija Mattila: Of God(s), Trees, Kings, and Scholars. Neo-Assyrian and Related Studies in Honour of Simo Parpola. Helsinki 2009, S. 111–125, ISBN 978-951-9380-72-8.
- Hebrew Graffiti on Ardashir I's Relief at Naqsh-i Rustam, in: Iranica Antiqua 47 (2012), S. 399–403.
- A New Dictionary of Jewish Babylonian Aramaic, in: Journal of the American Oriental Society 132 (2012), S. 73–95.
- Some Remarks on the so-called "Bird Text", in: ISIMU 20–21 (2017–2018), S. 205–220.